# Szigetcsép
Szigetcsép é um município da Hungria, situado no condado de Peste. Tem 18,2 km² de área e sua população em 2015 foi estimada em 2.338 habitantes.